# Синдром избыточного акронима

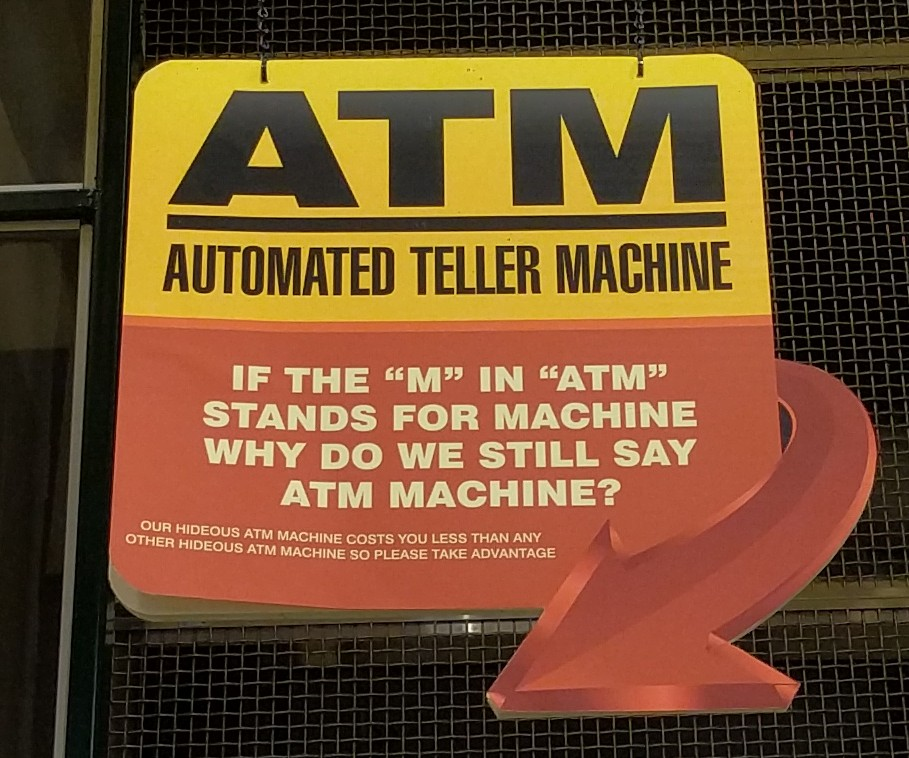
«ATM machine» — один из наиболее частых англоязычных примеров синдрома СИА.

Синдром избыточного акронима («синдром СИА», англ. Redundant acronym syndrome, «RAS syndrome») — юмористический инициализм, обозначающий использование слова, которое уже включено в аббревиатуру.
Многие стилистические справочники советуют не использовать повторяющиеся аббревиатуры в формальном контексте, но они широко используются в разговорной речи.

## Примеры
Примеры «синдрома СИА» включают в себя:
- DC Comics (англ. Detective Comics Comics)[3]
- DVD-Disc (где DVD - Digital Versatile Disc)
- Вирус ВИЧ (Вирус вирус иммунодефицита человека)[4]
- ЖКД-дисплей (Жидкокристаллический дисплей дисплей. англ. LCD display — Liquid crystal display display)
- UPC code (англ. Universal Product Code code)
- АвтоВАЗ (где ВАЗ - Волжский Автозавод)

## Причины использования
Хотя во многих случаях при редактировании удаление избыточности улучшает ясность, чисто логический идеал нулевой избыточности редко поддерживается в человеческих языках. Билл Брайсон отметил: «Не все повторения плохи. Их можно использовать для эффекта… или для ясности, или из уважения к идиомам. „Переговоры ОСВ“ и „ВИЧ-вирус“ технически избыточны, потому что второе слово уже содержится в предыдущей аббревиатуре, но сожалеть о них мог бы только самый привередливый.»
Ограниченное количество избыточности может повысить эффективность коммуникации либо для всей читательской аудитории, либо, по крайней мере, для того, чтобы предложить помощь тем читателям, которые в ней нуждаются. Фонетический пример этого принципа — потребность в орфографических алфавитах в радиотелефонии. Некоторые случаи синдрома СИА можно рассматривать как синтаксические примеры этого принципа. Избыточность может помочь слушателю, предоставляя контекст и уменьшая загадочное изобилие аббревиатур и акронимов в сообщении.

## Фразы, не являющиеся примерами
Иногда наличие повторяющихся слов не создаёт избыточной фразы. Например, «свет лазера» — это «свет, полученный усилением света посредством вынужденного излучения».